# Recept (tuin)
Een tuinrecept is een recept dat beschrijft hoe ten behoeve van het onderhoud van de tuin en beplanting bijvoorbeeld compostmengsels, plantengieren en kruiden- en compost-theeën kunnen worden bereid. Met name bij ecologisch tuinieren vinden we deze als tuinvoeding en ter bestrijding van plagen. Grote voordelen zijn het niet gebruiken van giftige stoffen in de (moes)tuin en lage kosten door het zelf thuis te bereiden. Tegenwoordig zijn ook ecologische plantenvoedingen verkrijgbaar in tuincentra. 
Veel tuinders hebben proefondervindelijk hun eigen recepten ontwikkeld. Men neemt voor bereiding planten waarvan de kwaliteiten juist voor (bijvoorbeeld stikstof-bindend of zuurtegraad-regulerend ten behoeve van het bevorderen van de groei bepaalde gewassen) of juist tegen iets werkt (zoals de bestrijding van bladluizen of schimmel-aantastingen). Over het algemeen geeft men de voorkeur aan het gebruik van schoon regenwater in plaats van leidingwater, omdat dit beter is voor de ontwikkeling van micro-organismen. 

## Compost-recepten
Compost is een korrelig residu-mengsel dat ontstaat na ontbinding van organische materialen. Het vaste recept voor het maken van een goede compost is 30% bruin materiaal (zoals takjes of stro) en 70% groen materiaal (zoals gras en keukenafval) met macro-organismen (zoals insecten en wormen) en micro-organismen (zoals bacteriën en schimmels), vocht/regen (een vochtigheidsgraad van 50-70%), zuurstof en een temperatuur van 15 tot 25°C. Een composthoop dat niet aan dit recept voldoet is niet gezond en zal gaan stinken. 
Zoals ook dierlijke urine als vocht-ingrediënt aan de composthoop kan worden toegevoegd, generen veel tuinders zich er niet voor over de compost te urineren vanwege de stikstof, fosfaat en kalium die het bevat en wat gunstig is voor het ecosysteem in de composthoop. 
Net als we de gewone composthoop kennen waar al het te composteren materiaal bij elkaar wordt verwerkt, kunnen we ook de organische materialen die dienen te worden afgebroken gescheiden (zoals zuivere bladcompost voor kamerplanten of pure koffiedik bij rozen in de aarde mengen), of geselecteerd verwerken waardoor mengsels met specifieke kwaliteiten kunnen worden gevormd, waarbij weer afzonderlijke recepten ontstaan - enkele voorbeelden zijn
- aardbeiencompost: dennennaalden + zaagsel + koffiedik
- stek-aarde: gecomposteerde herfstbladeren + wit zand (eventueel wilgenwater toevoegen)
- tegen te zure grond: 1 emmer bladgroen met een handvol kalk (bijvoorbeeld eierschalen)

## Compost-thee
Door een gewenst compost-mengsel te weken of wellen in water ontstaat zogenaamde compost-thee. Ook hier kunnen, door te variëren met ingrediënten, ten behoeve van verschillende doeleinden compost-theeën worden bereid. Compost-thee laat men 1 tot 2 dagen trekken en worden daarna gezeefd. Mengsels en hulpmiddelen zoals vaten om compost-theeën mee te maken zijn tegenwoordig ook commercieel verkrijgbaar.
Tuinders met een composthoop maken vaak gebruik van het door de compost sijpelende vocht en de aarde eronder die door deze enorme hoeveelheden compost-thee gevoed wordt. Voor de teelt verwijderen zij de rijke aarde onder de composthoop vandaan en harken dit in de bovenste laag van de tuin. Zo kan weer een laag arme aarde onder de nieuw te starten composthoop gevoed worden voor het volgende jaar. 

## Plantengieren
Plantengieren en -extracten zijn, anders dan gier van dierlijke oorsprong, volledig plantaardig. Brandnetelgier is wel de meest bekende, en wordt vaak door kinderen reeds op de schooltuin geleerd te maken. De benodigde plantendelen laat men 1 tot 2 weken in een niet te koude ruimte staan in een emmer met (regen)water die wordt afgesloten met een deksel of een doek. Dagelijks eenmaal roeren. In recepten voor plantengieren komt men vaak suiker tegen ten behoeve van het fermentatieproces, en wanneer de gier bedoeld is om insectenplagen te bestrijden helpt de door gisting ontstane alcohol vanwege het plak-effect. Enkele bekende voorbeelden van de vele extracten zijn 
- brandnetel - tegen luizen en bemest de aarde
- kamille - tegen luizen
- alsem - tegen rupsen en bladluizen en galmijt op bramen
- smeerwortel - brengt kalium in
- goudsbloem - plantversterkend
- citrusschillen - tegen schurft
- knoflook - tegen schimmels, met name meeldauw en roest

Afhankelijk van de gebruikte planten kunnen plantengieren een zeer sterke oplossing worden en ook gevaarlijk voor de huid en slijmvliezen. Ze dienen te worden verdund voor ze op de plant wordt verneveld of aan de bodem toegediend. 
Wilgenwater is een zelf te bereiden vloeibaar stekmiddel waarbij wortelhormonen zijn onttrokken van de krulwilg (Salix matsudana), veelal te verkrijgen als losse takken bij de bloemist voor onder meer bloemstukken. Deze wilgentakken geven zeer veel wortelhormonen af aan het water in de vaas (vaak ziet men al snel wortelvorming onderaan de takken in de vaas), waardoor het wilgenwater ontstaat. Groene, niet-verhoute delen kunnen eventueel nog met een blender tot zeer fijne deeltjes worden versneden en vermengd met het eerder verkregen water uit de vaas of overgieten met gekookt water. Wilgenwater kan voor stekken vloeibaar worden gebruikt of ertoe aan aarde worden toegevoegd.

## Kruidenthee
Kruidentheeën ten behoeve van de tuin zijn in bereiding net als voor die wij zouden drinken. Men laat het overgoten met kokend water 1 tot 2 dagen trekken en wordt zo nodig gezeefd. Een kruidenthee (zoals van klaver om stikstof in te brengen, of vlier tegen luizen) is milder dan plantengier en behoeft niet (of niet altijd) te worden verdund bij gebruik. Aan kruidenthee voor de tuin kan suiker worden toegevoegd, maar door de kortere bereidingstijd is er minder sprake van gisting. Ook hier weer geldt dat bepaalde planten als ingrediënt worden gekozen om bodem en gewassen te voeden, dan wel plagen en ziekten te bestrijden. 